# Blumenwiese

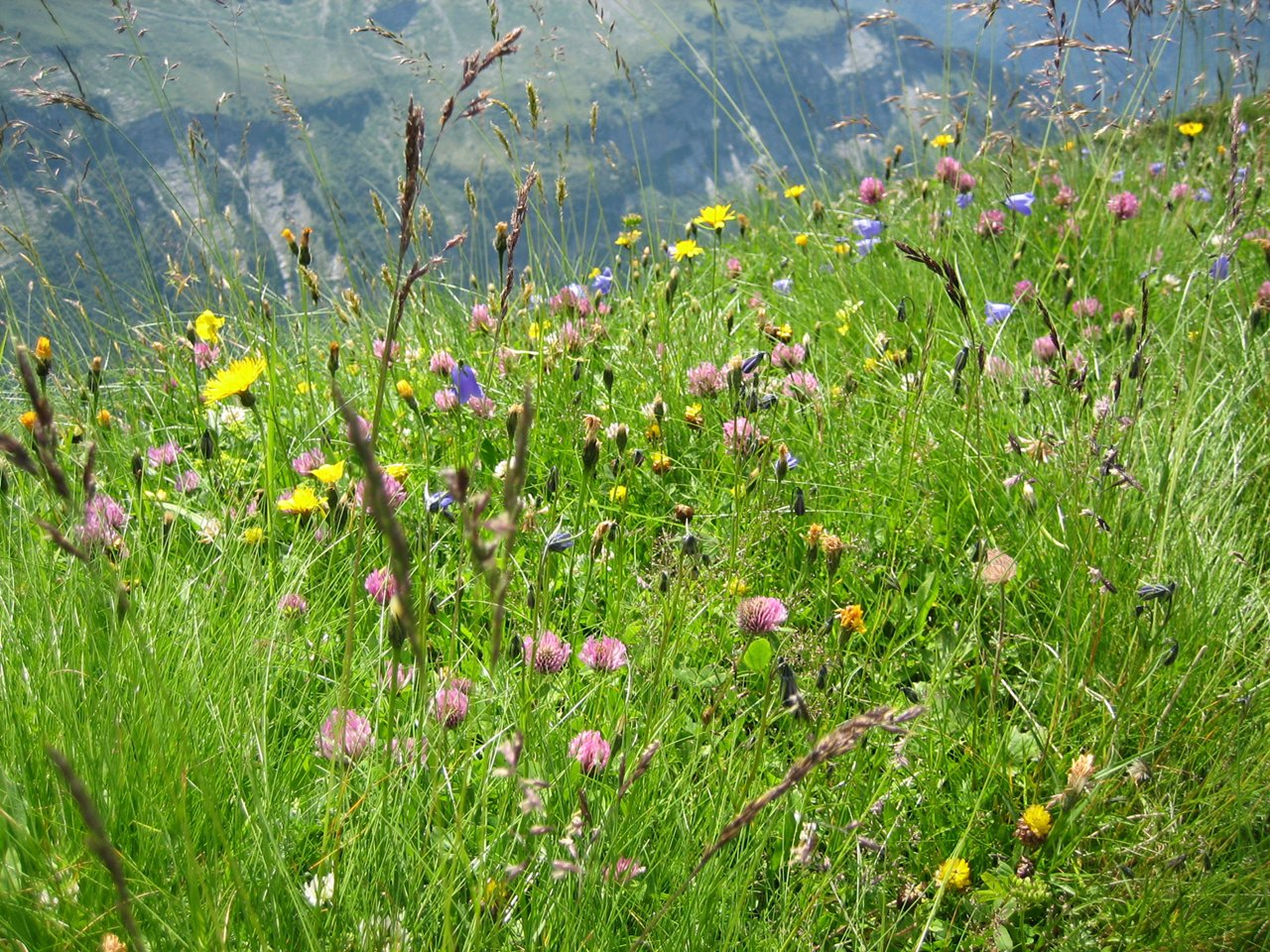
Blumenwiese in den Schweizer Alpen

Als Blumenwiese werden umgangssprachlich artenreiche Wiesen (gelegentlich auch andere Grünlandgesellschaften) bezeichnet, die viele blühende krautige Pflanzen (Blumen) aufweisen. Diese Wiesen sind in vergangenen Jahrhunderten durch damals übliche traditionelle Formen der landwirtschaftlichen Bodennutzung unbeabsichtigt von selbst entstanden, heute aber in der Regel nur durch besondere Maßnahmen zu erhalten oder ggf. neu zu begründen. Die Blumenwiese ist das Biotop des Jahres 2011.
In Gärten und im Garten- und Landschaftsbau ist die Blumenwiese ein vor allem ästhetisches Gestaltungsziel, das im Verlaufe der Jahreszeiten verschiedene Aspekte an Farbe und Wuchshöhe bietet. Dabei steht nicht der Naturschutz im Vordergrund, sondern das ästhetische Erlebnis. So genannte Blumenwiesen-Mischungen, die im Handel angeboten werden, enthalten häufig keine Pflanzenarten der Wiesen, sondern einjährige Arten, wie Klatschmohn und Kornblume, die bereits im ersten Jahr blühen, meist in Garten- oder Zuchtformen. Dies sind keine Arten der traditionellen Wiesen.

## Traditionelle Wiesen

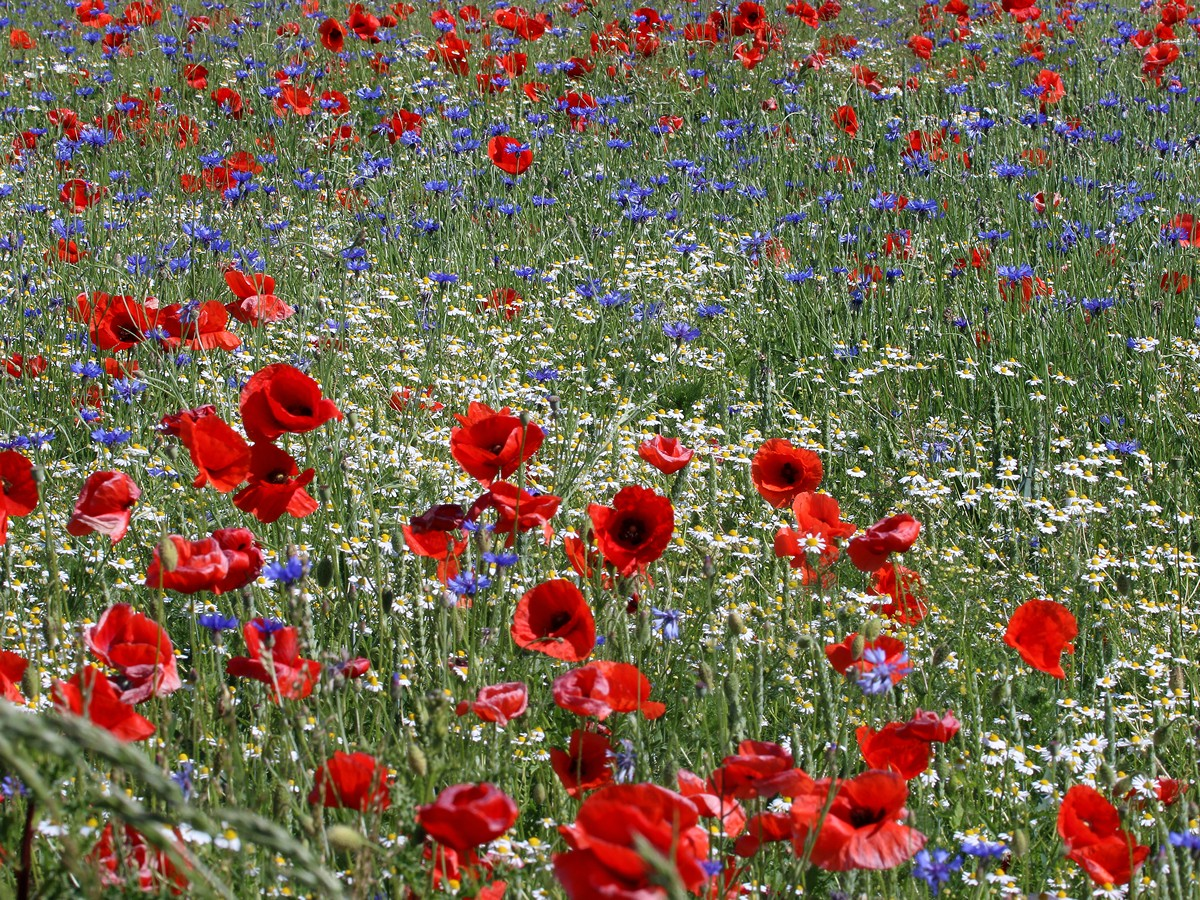
Sommerblumen in Mecklenburg

Der Lebensraum Wiese ist durch menschlichen Einfluss entstanden und durch ihn geprägt. Wiesen werden grundsätzlich durch Mahd genutzt – im Gegensatz zu Viehweiden, die von Vieh beweidet werden. Wird die Nutzung eingestellt, verbrachen die Wiesen, die charakteristische Lebensgemeinschaft geht verloren.
Die heutigen landwirtschaftlichen Fettwiesen, die durch Meliorationsmaßnahmen auf hohen Ertrag hin optimiert sind, bestehen allerdings fast ausschließlich aus Grasarten und sind fast immer arm an Blüten. Gelegentlich kommen noch einige wenige Krautarten vor, die dann Massenvorkommen ausbilden können, in besonders hochwüchsigen Beständen können aber Krautarten fast ganz fehlen. Besonders stark wirkt sich hier die hohe Düngung mit stickstoffhaltigen Düngemitteln aus. Gegenüber diesem modernen Wirtschaftsgrünland fallen die Flächen auf, die noch traditionell bewirtschaftet werden, oder bei denen sogar eine Biotoppflege eine eigentliche Nutzung ersetzt oder in den Hintergrund gedrängt hat. In der Landwirtschaft werden diese als Extensivgrünland oder Biotopgrünland bezeichnet.

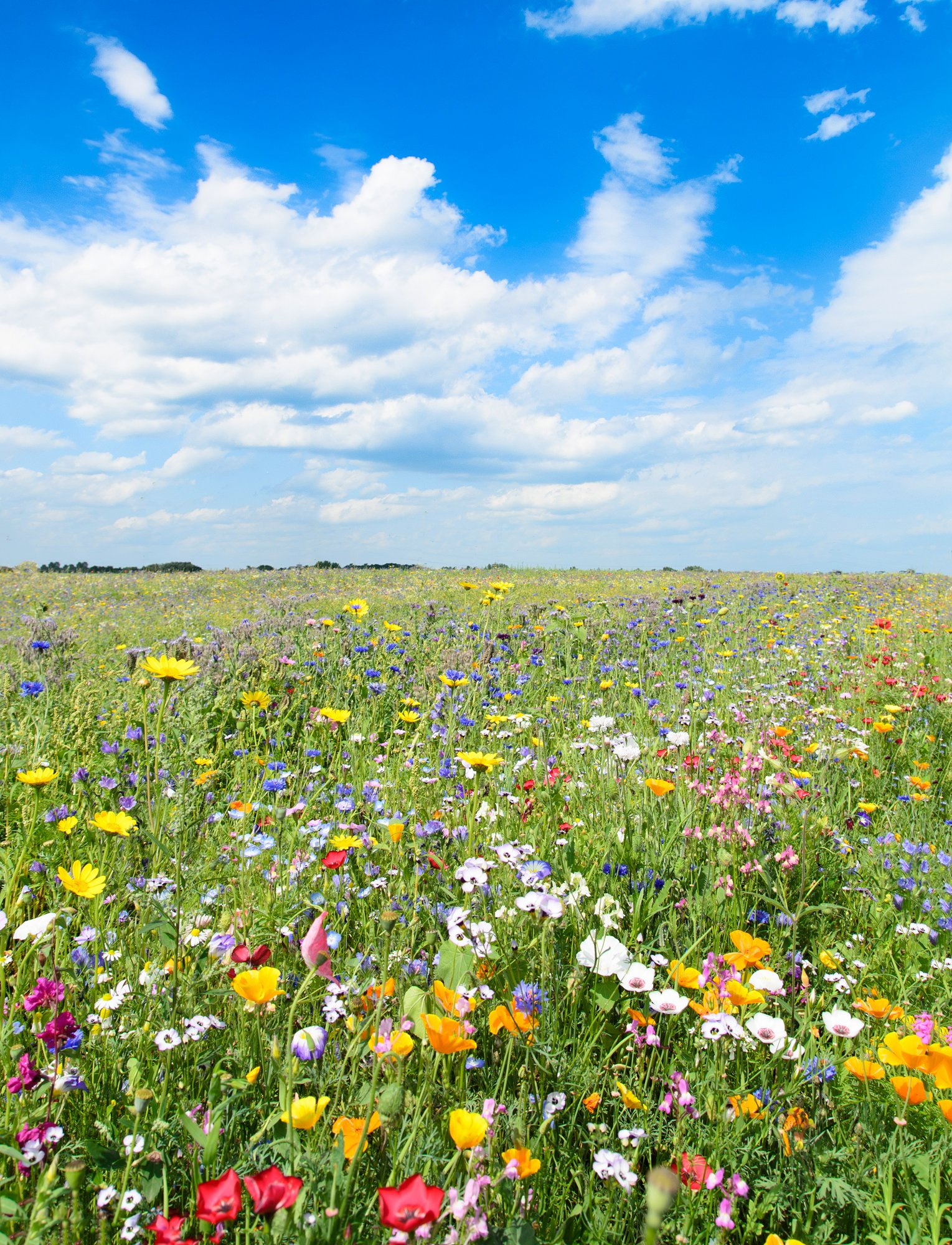
Sommerblumen-Einsaat (gärtnerische „Blumenwiese“) in Monheim

Blumenwiesen als Grünlandbiotope werden von Vegetationskundlern nach der jeweiligen Artenkombination der Pflanzenarten in ganz verschiedene Vegetationstypen eingeteilt, die nach der pflanzensoziologischen Methodik als Pflanzengesellschaften beschrieben worden sind. in der Biotopkartierung und Landschaftsökologie werden auf dieser Grundlage unterschiedliche Biotoptypen unterschieden.

### Trockenrasen
Trockenrasen und Magerrasen sind völlig ungedüngte, besonders artenreiche Grünlandlebensräume, die manchmal gemäht, häufiger aber beweidet werden. Besonders blütenreich sind Kalktrockenrasen (Mesobrometum) und basenreiche Borstgrasrasen (Nardetum), während basenarme Borstgraswiesen und Sandtrockenrasen von Natur aus blütenärmer sind.

### Fettwiesen
Zu den Fettwiesen im vegetationskundlichen Sinn zählen nicht nur die stark gedüngten Intensivgrünländer, sondern auch von Natur aus nährstoffreiche oder nur schwach gedüngte, artenreiche Wiesen. Der Übergang von den Trockenrasen zu den eigentlichen Wiesen ist dabei je nach Stickstoffgehalt des Bodens fließend (anders, als man nach der Namensgebung erwarten würde, spielt die Bodenfeuchte dabei kaum eine Rolle, wie schon seit über 50 Jahren bekannt ist). Übergangsformen, die vegetationskundlich bereits zu den Fettwiesen zählen, werden als Trockenwiesen oder Magerwiesen bezeichnet. Typische Pflanzengesellschaften sind die Glatthaferwiese (Arrhenateretum elatioris) in tieferen Lagen, und die Goldhaferwiese (Polygono-Trisetion) der Gebirge und Mittelgebirge. Blütenreiche Ausbildungen dieser Wiesentypen sind die eigentlichen „Blumenwiesen“. Einige typische Krautarten sind:
- weiß blühend: Wiesenmargerite, Wiesen-Labkraut, Wilde Möhre, Wiesen-Kerbel
- gelb blühend: Gewöhnlicher Hornklee, Wiesen-Platterbse, Scharfer Hahnenfuß, Wiesen-Pippau, Wiesen-Pastinak, Echte Schlüsselblume, Wiesen-Bocksbart, Gewöhnlicher Löwenzahn
- blau, rot und violett blühend: Wiesen-Klee, Wiesen-Storchschnabel, Wiesen-Glockenblume, Acker-Witwenblume, Wiesen-Flockenblume, Wiesensalbei, Gamander-Ehrenpreis
- grünlich blühend: Spitzlappiger Frauenmantel, Spitzwegerich, Wiesen-Sauerampfer

Auffallend viele dieser Arten führen die Wiese bereits im (deutschen) Namen und zeigen damit den Schwerpunkt ihres Vorkommens an.

### Feuchtwiesen
Feuchtwiesen sind bodennasse Wiesengesellschaften, meist mit hoch anstehendem Grundwasser. Die eigentlichen Feuchtwiesen, pflanzensoziologisch als Sumpfdotterblumen-Wiesen oder Kohldistel-Wiesen (Calthion) bezeichnet, entsprechen den Glatthaferwiesen auf nässegeprägten Standorten, sie sind genauso arten- und blütenreich wie diese. Bei sehr reichlicher Stickstoff-Düngung (wie bei der heutigen landwirtschaftlichen Bodennutzung die Regel) werden sie meist durch blütenarme Wiesenfuchsschwanz-Wiesen verdrängt.

## Bewirtschaftung

### Düngung
Blumenwiesen sind umso artenreicher, je weniger sie gedüngt werden. Ohne Stickstoffdüngung haben die meisten Pflanzenarten artenreicher Wiesen Entwicklungsmöglichkeiten. Mit Stickstoffdünger sind wenige Arten wie Wiesen-Fuchsschwanz so konkurrenzstark, dass andere Arten nicht überleben können. Bei einer starken organischen Düngung und ausbleibender Weidepflege können sich Weideunkräuter ausbreiten – etwa Stumpfblättriger Ampfer, Gewöhnlicher Löwenzahn und Quecken. In ehemals gedüngten Wiesen dauert es nach Umwandlung in eine extensive landwirtschaftliche Nutzung oft viele Jahre, bis die angereicherten Nährstoffe dem Boden entzogen sind. Nährstoffentzug findet nur dann statt, wenn Blumenwiesen im Frühjahr oder Sommer gemäht werden und das Mähgut abtransportiert wird. Siehe dazu Extensivgrünland.

### Anzahl Schnitte
Vor Einführung der Stickstoffdüngung in der Landwirtschaft wurde eine Wiese ein bis zweimal (=zweischürig) im Jahr zur Heugewinnung gemäht. Die in einer Wiese vorkommenden Pflanzenarten haben sich darauf über Jahrtausende (seit der Bronzezeit) angepasst, bzw. es siedeln sich in zweischürigen Wiesen nur Arten an, die an diese Nutzung angepasst sind. Eine Liste von mitteleuropäischen Pflanzenarten mit der Angabe, wie viele Schnitte sie vertragen, haben Briemle und Ellenberg aufgestellt, sie lehnt sich an die bekannten Zeigerwerte an.
Eigentliche Wiesen (d. h. keine Magerrasen) wurden traditionell immer zweimal gemäht. Der erste Schnitt lag dabei im Juni (je nach Region und Wärme Mitte bis Ende Juni), der zweite Schnitt meist Ende August oder Anfang September. Auf sehr nährstoffreichen Standorten ist darüber hinaus ein dritter Schnitt (oder eine Nachweide) im Oktober üblich. Eine Pflege, die sich an diesen Werten orientiert, wird auch für Blumenwiesen empfohlen. Intensivgrünländer, die hohe Stickstoffdünger-Gaben erhalten, insbesondere aber für Silagegewinnung dienen, werden bis zu sechsmal im Jahr gemäht, um das eiweißreiche Mähgut optimal verwerten zu können. Erste Einschnitte sind schon im Mittfrühling (April) möglich. An diese Nutzung sind nur wenige Pflanzenarten angepasst. Werden Hochertragsgrünländer in der Nutzung extensiviert (weniger gedüngt, seltener gemäht), wird der Aufwuchs überständig und ist dann nicht mehr als Futter verwertbar. Dies ist zu vermeiden, wenn die Arten und Sorten des Intensivgrünlands durch besser angepasste ersetzt werden.
Ein einmaliger Wiesenschnitt im Herbst wurden in der traditionellen Landwirtschaft nur auf extrem nährstoffarmen Niedermoorstandorten durchgeführt. Das Mähgut wurde dann nicht zur Fütterung, sondern als Einstreu genutzt. Solche Wiesen heißen daher Streuwiesen.

### Schnitttechnik
Eine Schnitthöhe von 5 bis 10 cm begünstigt Pflanzenarten, die ihre Erneuerungsknospen nicht am Boden haben. Niedrigere Schnitthöhe, wie sie mit modernen Kreiselmähern üblich ist, verletzen teilweise den Boden und führen dann zur Ausbreitung von einjährigen Arten. Bei sehr niedriger Schnitthöhe müssen Pflanzen aus ihren Wurzeln austreiben und es werden austriebsfähige Gräser begünstigt.

## Neuanlage von Blumenwiesen

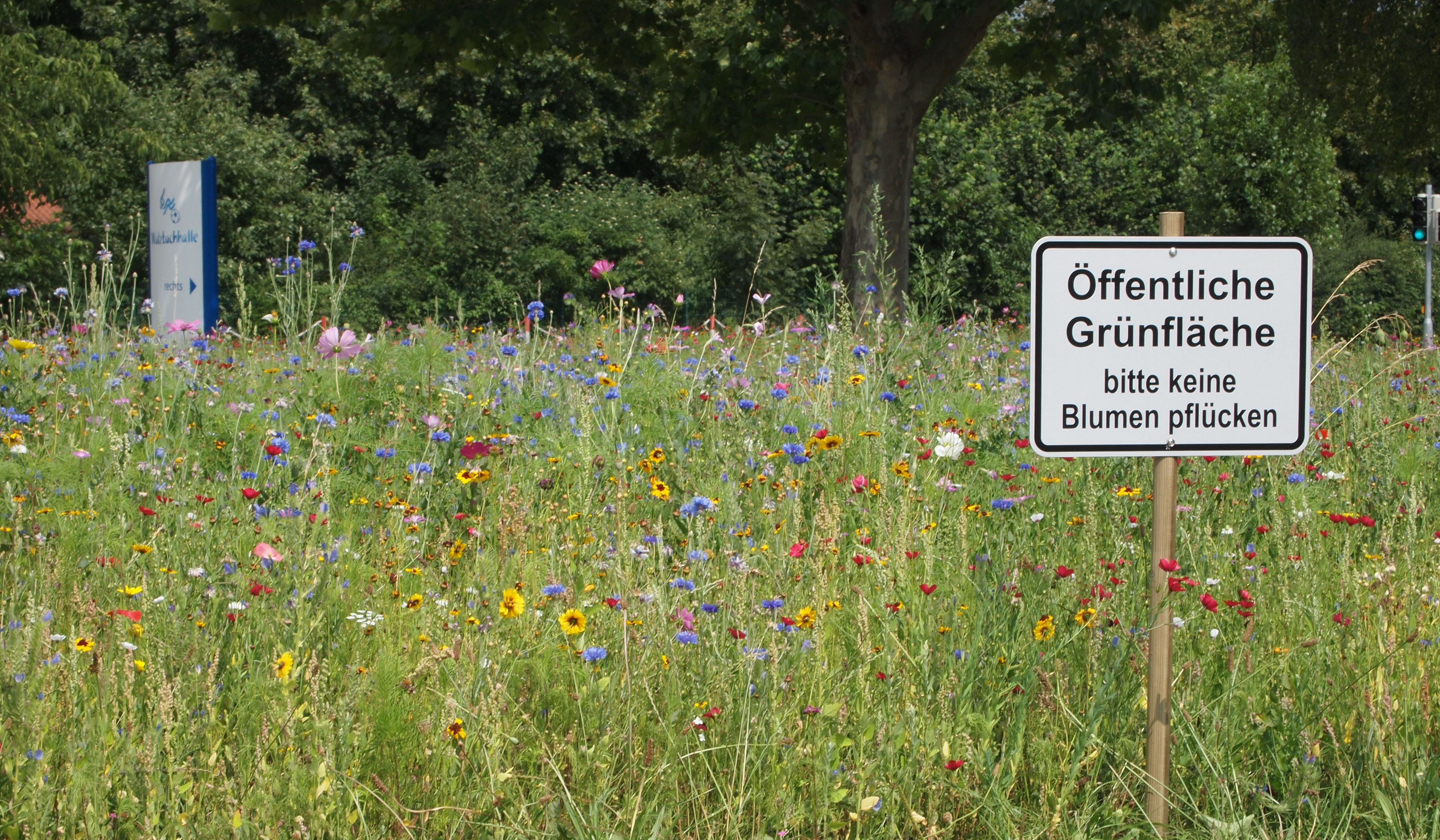
Städtische „Blumenwiese“, mit Einjährigen

Die moderne Feldflur, die durch Äcker und blütenarme, hochertragreiche Intensivgrünländer bestimmt wird, wird von vielen Menschen als verarmt wahrgenommen. Seit auch die relativ ertragreichen, blütenreichen Ausbildungen der Fettwiesen immer seltener werden (selbst die typische Glatthaferwiese wird in der Roten Liste der gefährdeten Vegetationstypen in der Vorwarnliste geführt), gibt es Bestrebungen, Blumenwiesen neu anzulegen. In der freien Landschaft sind dabei besonders bedrohte Vegetationseinheiten mit vielen bedrohten Pflanzenarten bevorzugte Zielobjekte des Naturschutzes. Außerdem werden nach Umgestaltungen und Baumaßnahmen z. B. neu geschobene Böschungen als Blumenwiesen gestaltet. Manchmal werden sie auch im Zuge der sog. Eingriffsregelung nach dem Bundesnaturschutzgesetz als Kompensation für einen Eingriff in die Natur angelegt. Eine ehrenamtliche Initiative, die sich die Förderung von Blumenwiesen zum Ziel gesetzt hat, ist das „Netzwerk blühende Landschaft“.
Für die erfolgreiche Anlage einer Blumenwiese müssen zwei Faktoren beachtet werden: Der Standort muss für die angestrebte Wiese geeignet sein, und die charakteristischen Arten müssen bei geeigneten Standortbedingungen die Fläche auch erreichen können. Auf einem vorher hoch gedüngten Ackerstandort ist es ohne aufwändige Maßnahmen z. B. unmöglich, eine artenreiche Magerwiese neu anzulegen. Aber auch dann, wenn der Standort eigentlich geeignet wäre, stellt sich die erwünschte blütenreiche Wiese nicht unbedingt gleich von selbst ein. Dies liegt daran, dass die Pflanzenarten der Wiese nicht immer über effektive Ausbreitungsstrategien zur Fernverbreitung verfügen und ihre spontane Einwanderung unter Umständen Jahrhunderte benötigt; typisch sind oft Wanderungsgeschwindigkeiten von nur einem bis drei Meter pro Jahr auch bei geeignetem Standort. Außerdem verhindert oder verzögert die Konkurrenz des vorhandenen Pflanzenbestands die Neueinwanderung der Zielarten. In der traditionellen bäuerlichen Kulturlandschaft waren artenreiche Wiesen so häufig, dass ihre Arten auch ohne besondere Maßnahmen meist schnell in artenarme Graseinsaaten von selbst einwandern konnten. Die traditionelle Vegetationskunde konzentrierte sich deshalb auf die Standortverhältnisse. Da dies heute nicht mehr gilt, wird zunehmend versucht, die Entwicklung über Blumenwiesen-Einsaaten zu beschleunigen.
Soll eine neue Blumenwiese durch Aussaat angelegt werden, muss das Saatgut für den Standort geeignet sein. Ungeeignete Arten vermögen zwar oft zu keimen und sich zunächst zu etablieren, fallen aber durch die Konkurrenz besser angepasster Arten binnen einiger Jahre wieder aus. Außerdem mangelt es oft an einer dauerhaften und nachhaltigen Pflege. Viele Einsaaten werden zu spät und zu selten gemäht. Dadurch sind bei nährstoffreichen Standortbedingungen konkurrenzstarke, hochwüchsige Arten im Vorteil, oft Obergräser wie Knaulgras und Glatthafer, oder sogar wiesenfremde Hochstauden wie Brennnessel, Ackerdistel und Goldrute.

### Neuanlage durch Heublumensaat
Die einfachste und zugleich meist effektivste Methode der Neubegründung einer Blumenwiese ist es, abgemähtes Heu einer artenreichen Wiese aus der Umgebung auf der Zielfläche auszubringen. Um die Konkurrenz des vorhandenen Bestands auszuschalten, wird dieser vorher beseitigt, z. B. durch Fräsen oder sogar Abschieben des Oberbodens. Durch Ausbringen von Mahdgut der letzten erhaltenen artenreichen Wiesen ist es z. B. am Oberrhein gelungen, die vom Aussterben bedrohten Stromtalwiesen erfolgreich auf anderen geeignete Standorten zu etablieren, wo die Arten vorher durch landwirtschaftliche Melioration verloren gegangen waren.

### Neuanlage durch Handelssaatgut
Zahlreiche spezialisierte Gärtnereien bieten heute Saatgut von Wiesenblumen an, entweder einzeln oder in vorgefertigten Mischungen. Diese werden sehr oft zur Neuanlage von Blumenwiesen verwendet. Bei Baumaßnahmen und öffentlich geförderten Maßnahmen ist am weitesten verbreitet die Regelsaatgutmischung RSM 8.1 „Biotopflächen“. Weitere Mischungen existieren in kaum überschaubarer Vielfalt. Ihre Zusammensetzung ist allerdings oft sehr ähnlich. Dies sind sehr artenreichen Mischungen ökologisch nicht unbedingt zusammenpassender Arten. Die Idee ist hier, dass auch bei Unkenntnis des Anwenders zumindest einige passende Arten dabei sein sollen. Daneben bieten aber spezialisierte Anbieter auch besser geeignete, standortangepasste Mischungen an. Eine in zehnjährigen Feldversuchen optimierte Methode wurde z. B. im schweizerischen Mittelland entwickelt.
Von Naturschutzseite wird die Neubegründung von Blumenwiesen mit Handelssaatgut zu Naturschutzzwecken in der freien Landschaft (d. h. nicht in Gärten und Parks) oft skeptisch beurteilt. Viele teure Maßnahmen scheitern daran, dass die für den Erfolg unbedingt notwendige angepasste Nutzung oder Pflege nicht gewährleistet ist. Oft wird auch auf nährstoffreichen Standorten nur einmal, und dazu zu spät, gemäht. Ein solches Mahdregime ist aber nur für stickstoffarme Magerrasen geeignet, auf besseren Böden kann so keine Wiese erhalten werden. Zwar existieren inzwischen Leitfäden mit Pflegeempfehlungen, diese werden aber in der Praxis nur selten beachtet. Noch problematischer ist, dass die Arten des Saatgutes oft hochwüchsige „Gärtnereisippen“ darstellen, die sich beim Anbau in Beeten gut kultivieren lassen, aber im Freiland oft ungeeignet sind. Zudem wird dadurch die genetische Vielfalt der Wildpflanzen verarmt, an spezielle Standorte und Landschaften angepasste Kleinarten gehen verloren. Nicht selten werden sogar nicht die auf dem Etikett abgegebenen Wildarten, sondern andere ausgesät, die so ähnlich aussehen; oder es werden Arten außerhalb ihres natürlichen Areals ausgesät, die dann durch Hybridisierung (Introgression) die angepassten Sippen bedrohen. Bei einer Untersuchung auf zu Naturschutzzwecken begrünten Böschungen in Sachsen-Anhalt wurde z. B. festgestellt Centaurea pannonica subsp. pannonica (ausgesät als Wiesenflockenblume, Centaurea jacea), Cichorium intybus var. sativum (Kultursippe, ausgesät als Wegwarte), Dianthus giganteus (südosteuropäische Nelkenart, ausgesät als Kartäusernelke Dianthus carthusianorum), Lotus corniculatus var. sativus (syn. Lotus sativus, Kultursippe mit mediterran-vorderasiatischen Wurzeln, ausgesät als Gewöhnlicher Hornklee Lotus corniculatus). Vergleichbare Beobachtungen liegen auch andernorts in großer Zahl vor.

## Tierwelt der Blumenwiesen
Viele teilweise hochspezialisierte Insektenarten nutzen die Pflanzenarten der Blumenwiesen zur Nektarsuche. Darunter sind viele stark gefährdete Schmetterlings- und Hautflügler-Arten. Da nach dem Heuschnitt sämtliche Blüten plötzlich entfernt werden, profitieren solche Blütenbesucher davon, wenn eine Blumenwiese in mehreren Abschnitten gemäht wird.

## Blumenmischungen
Seit einigen Jahren ist eine neue Methode der Begrünung populär geworden, bei der besonders bunte Mischungen ausgesät werden, meist auf Abstandsgrün- und Verkehrsgrünflächen innerhalb von Ortschaften, oder auch als Alternative zu Blumenrabatten in Grünanlagen. Vorreiter dieser Methode war der Mössinger Stadtgärtner Dieter Felger, dessen als „Mössinger Sommer“ bezeichnete Mischung nun auch kommerziell angeboten wird; inzwischen existieren vergleichbare Mischungen in großer Zahl. Bei diesen ebenfalls als Blumenwiesen bezeichneten Sommerblumen-Mischungen steht der ästhetische Aspekt im Vordergrund. Gräser werden in der Regel nicht mit ausgesät. In der Mischung, deren genaue Artenzusammensetzung nur selten offengelegt wird, dominieren Zierblumen meist exotischer Herkunft.
Obwohl die Artenzusammensetzung meist nur auszugsweise angegeben ist, ist nach den Resultaten zum Beispiel mit folgenden Arten in den Mischungen zu rechnen:
- weiß blühend: Schleifenblumen, Duftsteinrich
- gelb blühend: Färberkamille, Ringelblume, Mädchenaugen, Kalifornischer Mohn, Zinnien, Kokardenblumen, Husarenknopf
- rot, blau und violett blühend: Kornblume, Dreifarbige Winde, Borretsch, Schmuckkörbchen und andere Kosmeen, Himmelblaue Prunkwinde, Bechermalven, Roter Lein, Ausdauernder Lein, Gewöhnliche Nachtviole, Duftwicke, Oregano, Marienkäfer-Mohn und andere Mohnarten, Sommerazalee, Marokkanisches Leinkraut, Vogelauge, Atlasblume, Gartenrittersporn, Großes Löwenmaul, Buschmalven